# Montevideo Maru

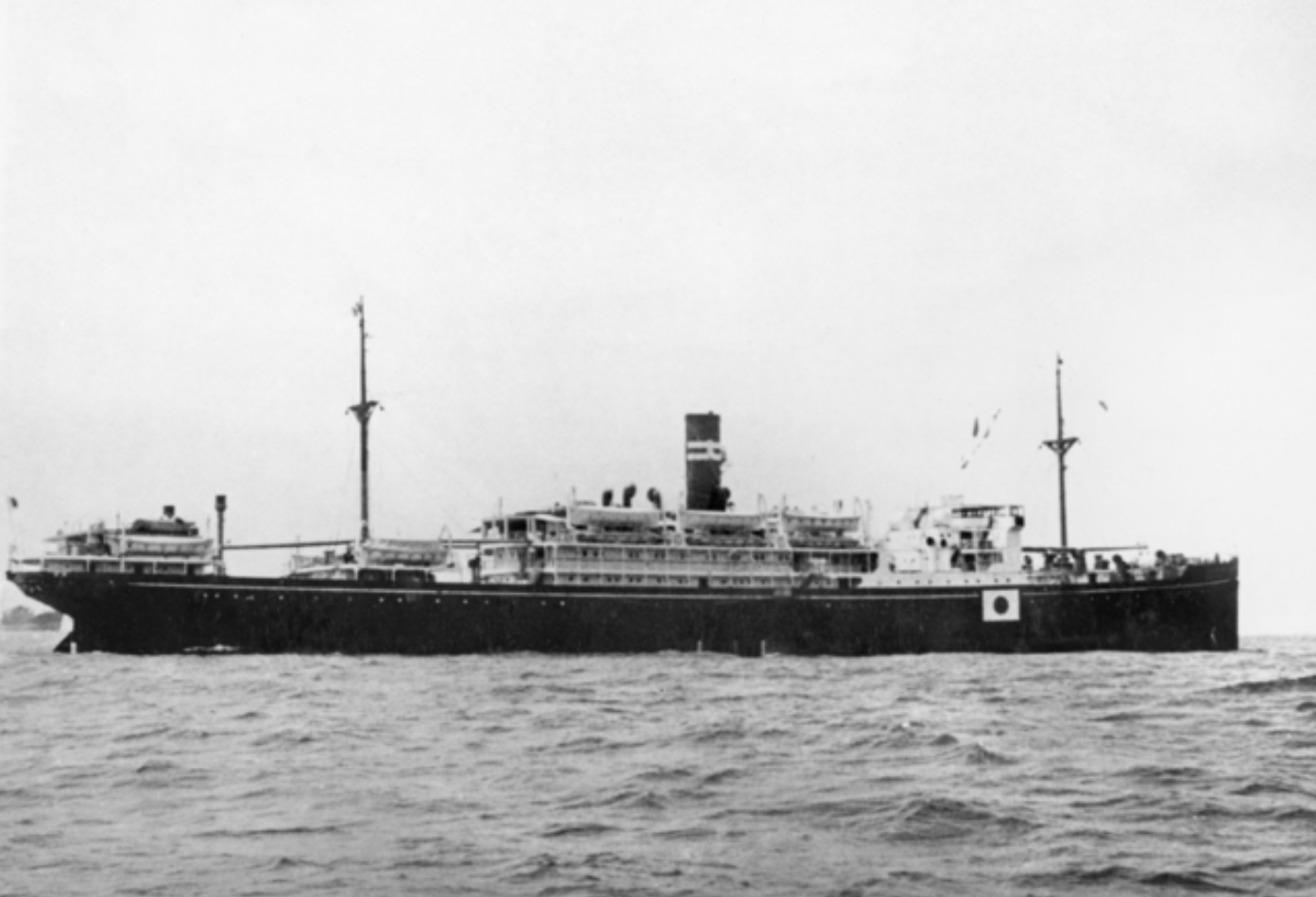
Montevideo Maru em 1941

Montevideo Maru (em japonês:  もんてびでお丸) foi um navio mercante do Império do Japão. Lançado em 1926, ele foi colocado em serviço como transporte militar durante a Segunda Guerra Mundial. Foi afundado pelo submarino americano USS Sturgeon em 1º de julho de 1942, afogando 1.054 pessoas, a maioria prisioneiros de guerra australianos e civis que estavam sendo transportados de Rabaul, o antigo território australiano da Nova Guiné, para Hainan. O naufrágio é considerado o pior desastre marítimo da história da Austrália. O naufrágio do Montevideo Maru foi descoberto em 18 de abril de 2023.

## Descoberta do naufrágio
No final de janeiro de 2010, o parlamentar Stuart Robert pediu ao então primeiro-ministro da Austrália, Kevin Rudd, que apoiasse a busca por Montevideo Maru, da mesma forma que havia apoiado a busca por AHS Centaur.
Em 18 de abril de 2023, o naufrágio do Montevideo Maru foi descoberto a uma profundidade de mais de quatro mil metros no Mar da China Meridional, na costa noroeste de Luzon, usando tecnologia da empresa neerlandesa especialista em busca subaquática FUGRO. O primeiro-ministro australiano, Anthony Albanese, disse esperar que a notícia traga uma "medida de conforto para os entes queridos que mantiveram uma longa vigília". uma sepultura de guerra. O diretor da Silentworld Foundation, John Mullens, disse em um comunicado que o local não seria perturbado porque é um túmulo de guerra.